# Жан Батист Гут
Жан Батист Гут (Jean Baptiste Guth; 1855—1922) — французький художник-портретист. Працював переважно аквареллю та пастеллю. Значна частина його роботи видавалися у французькому журналі L'Illustration і британському Vanity Fair.

## Життя і творчість
Народився 1855 року в Парижі. У 1875 році Гут поступив до Школи витончених мистецтв, де його викладачем був Жан-Леон Жером. З 1882 року, можливо, за рекомендацією Луї Шарля Огюста Штайнгайля, він працював на Фелікса Годена, для якого робив малюнки для вітражів. У 1883 році Гут переїхав до Лондона.
З 1884 по 1920 роки роботи Гута публікувалися у французькому журналі L'Illustration а з 1889 по 1909 роки — у британському Vanity Fair. Серед багатьох його портретів для Vanity Fair були зображення королеви Вікторії, Анатоля Франса та Альфреда Дрейфуса. Після смерті Карло Пеллегріні у 1889 році Леслі Ворд і Гут були єдиними постійними авторами щотижневих кольорових портретів журналу. Випуск від 3 червня 1897 року включав двосторінкову кольорову ілюстрацію Гута Au Bois de Boulogne, яка показувала модний натовп у Булонському лісі в Парижі, включно з герцогом і герцогинею Роханськими, принцом і принцесою Бройль, герцогиня Дудовільська, Клео де Мерод, Ліана де Пужі, Кароліна Отеро, принцеса Гіка, Ралука Бібеско-Бассараба де Бранкован та Ернест Коклен.

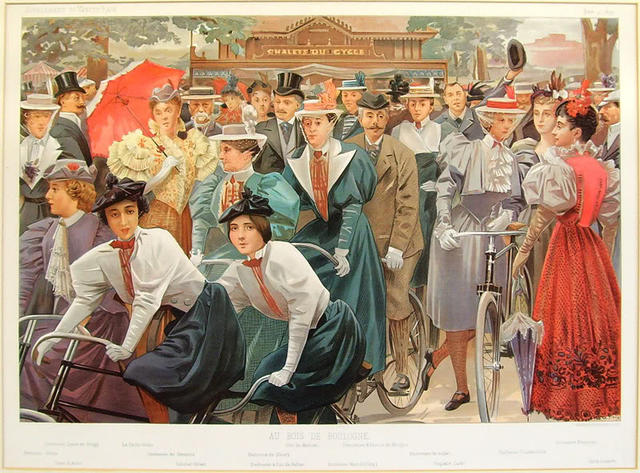
У Булонському лісі. 1897 рік

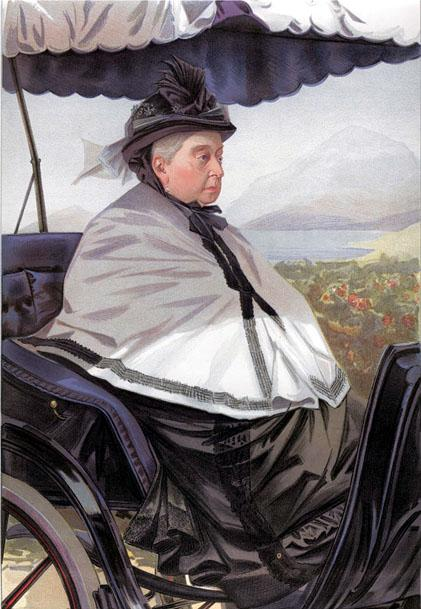
Королева Вікторія, робота Гута для діамантового ювілейного додатку до Vanity Fair, червень 1897 року.

Гут працював здебільшого аквареллю та пастеллю для репродукції за допомогою хромолітографії.

## Виставки
В останній рік Першої світової війни лондонська галерея Goupil представила виставку портретів британських і французьких генералів, адміралів і державних діячів робіт Гута під назвою «Люди, які керують війною, та інші знаменитості Антанта». Однією з найкращих є серія віконта Едварда Ґрея. Французька серія, до якої входять Пуанкаре, Клемансо, Петен і Фош, дуже цікава і більш нова. пересічному англійцю.

## Галерея

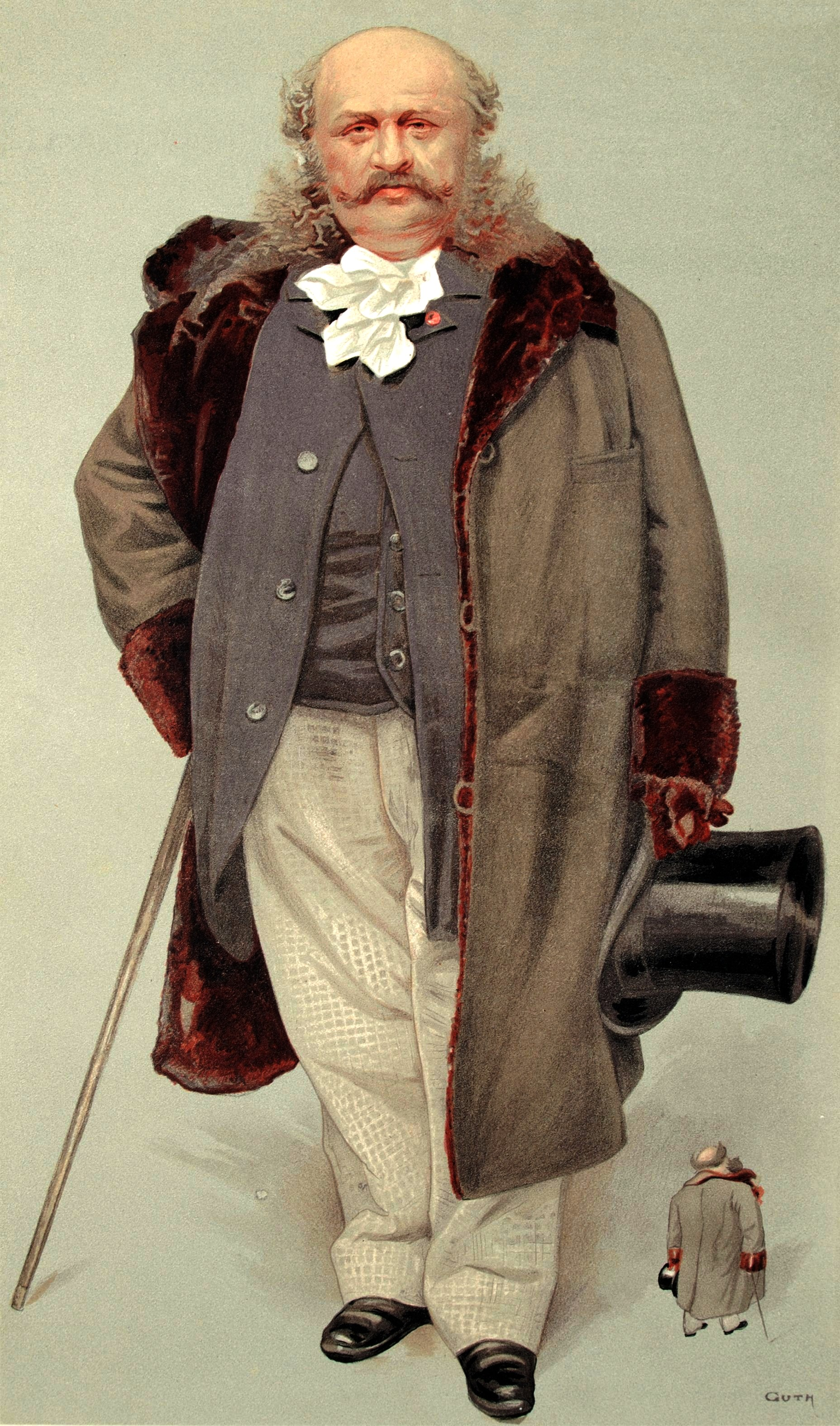
Анрі Бловіц, 1889
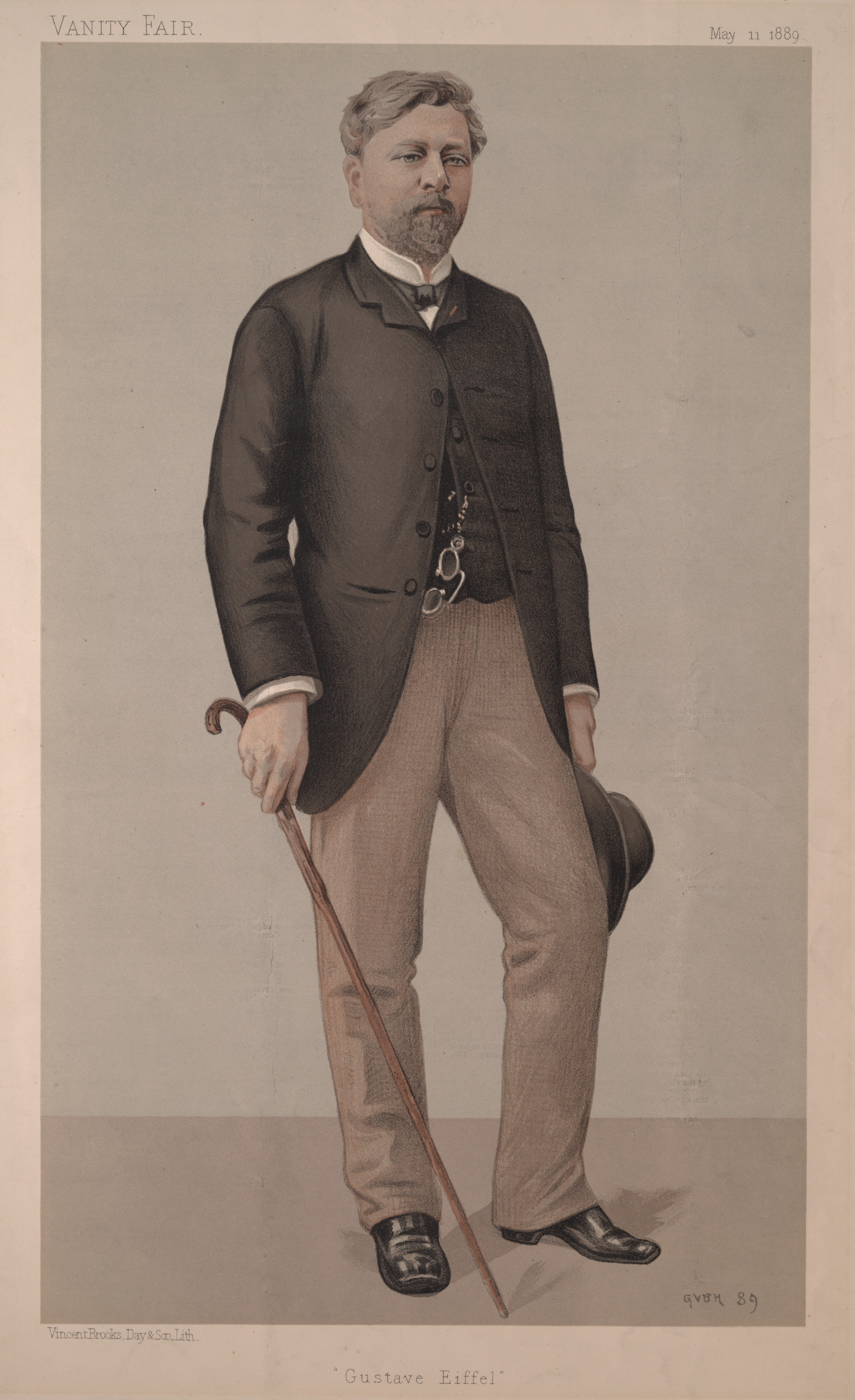
Гюстав Ейфель, 1889
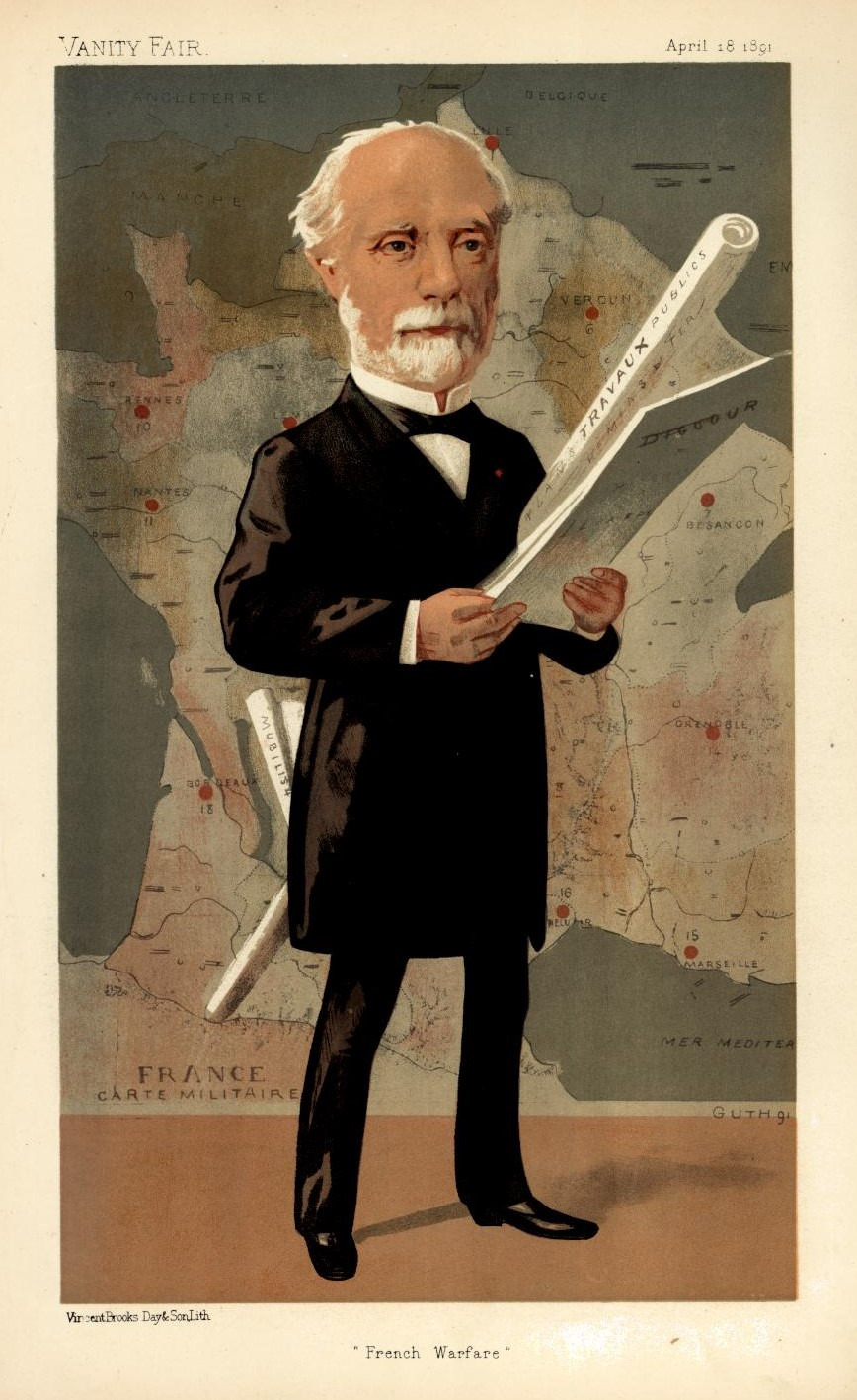
Шарль де Фрейсіне, 1891
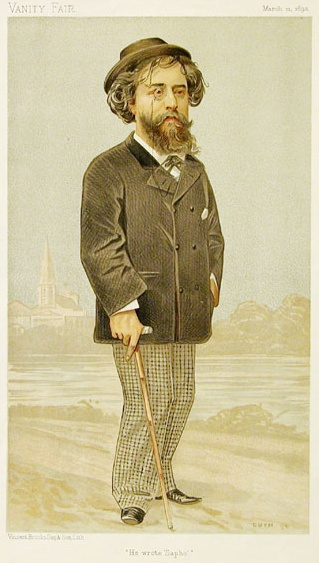
Альфонс Доде, 1893
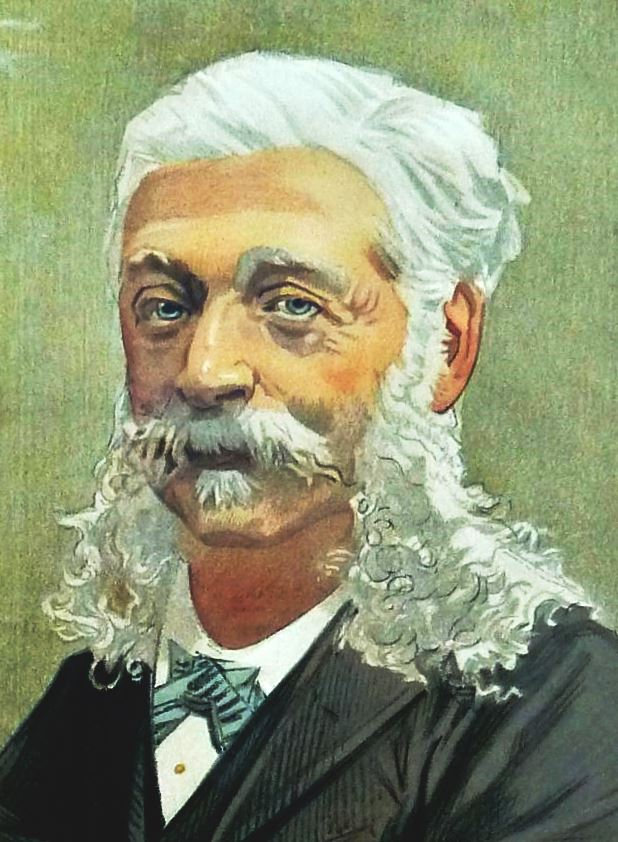
Альфонс Джеймс де Ротшильд, 1894
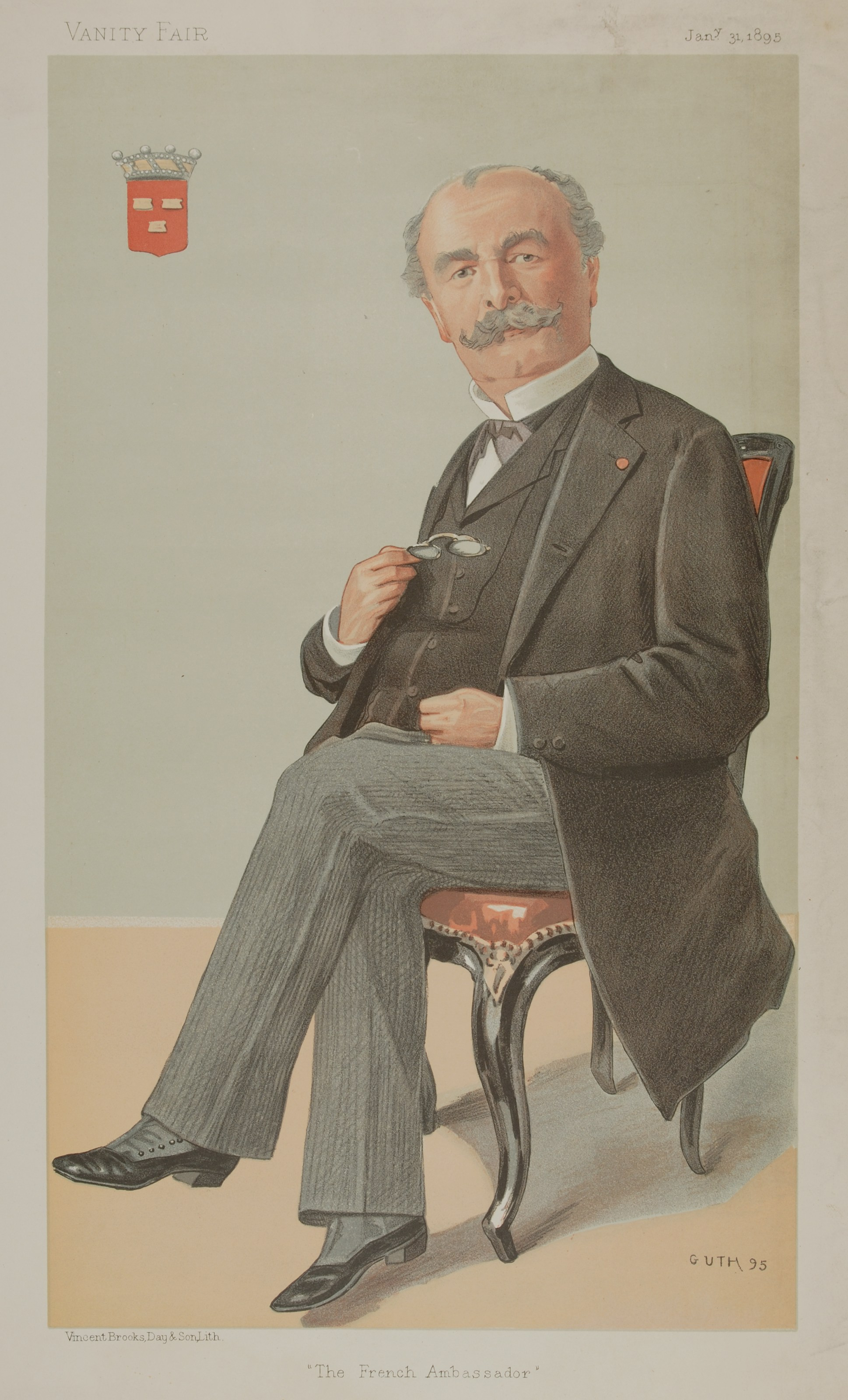
Альфонс Шодрон де Курсель, 1895
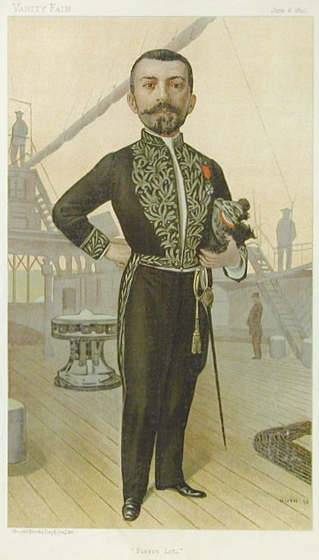
П'єр Лоті, 1895
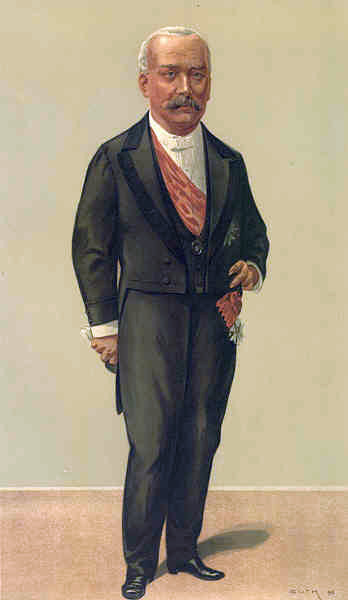
Фелікс Фор, 1895
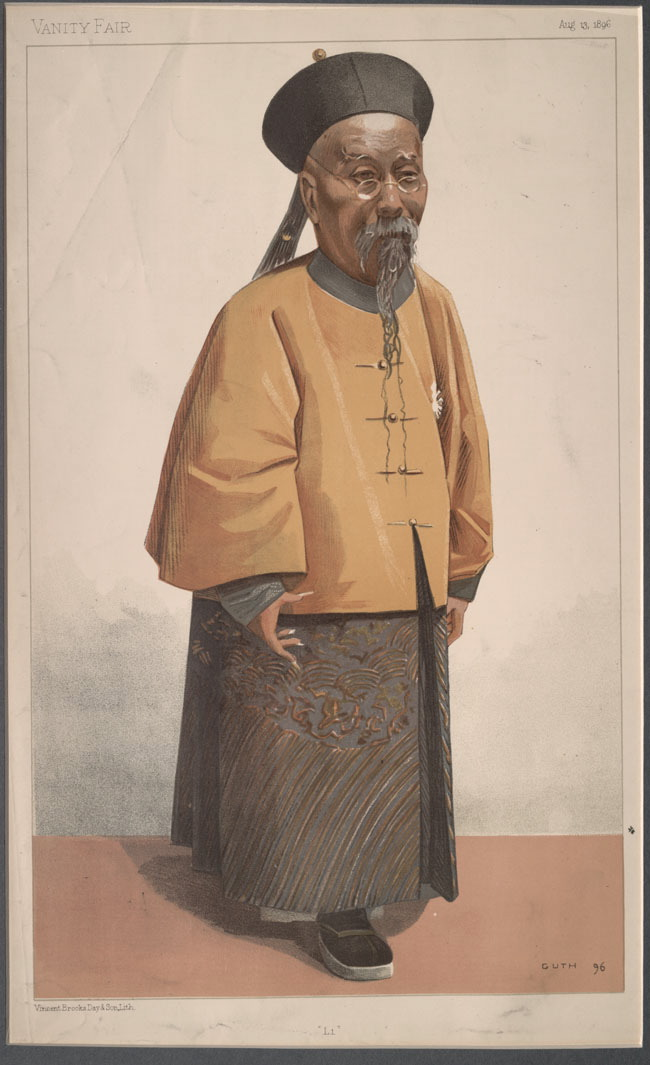
Лі Хунчжан, 1896
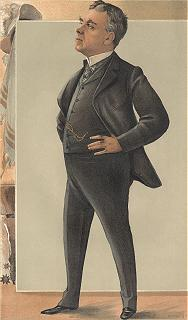
Бенуа Коклен, 1898
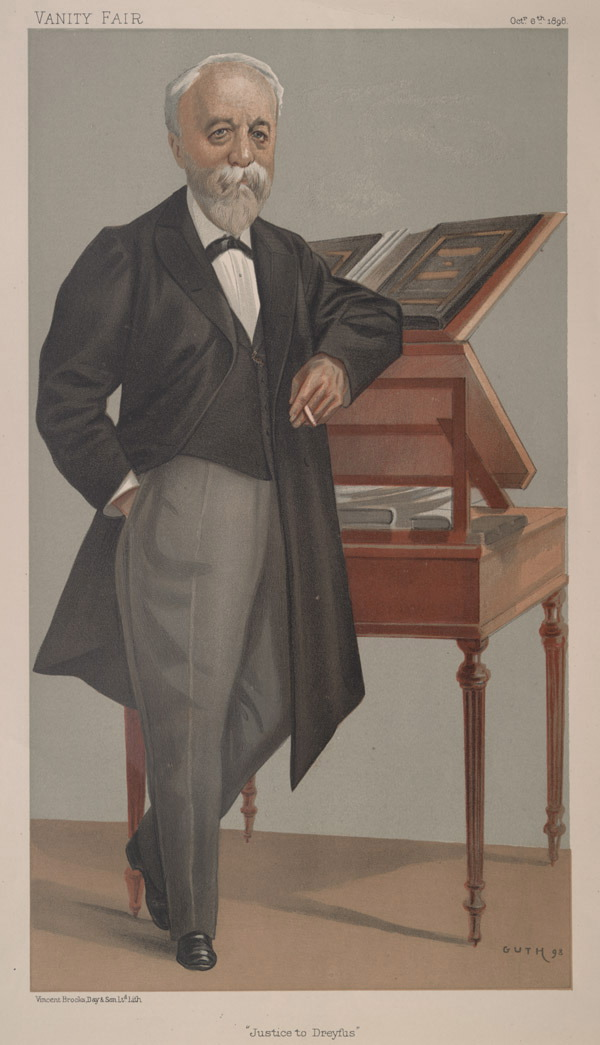
Ежен Бріссон, 1898
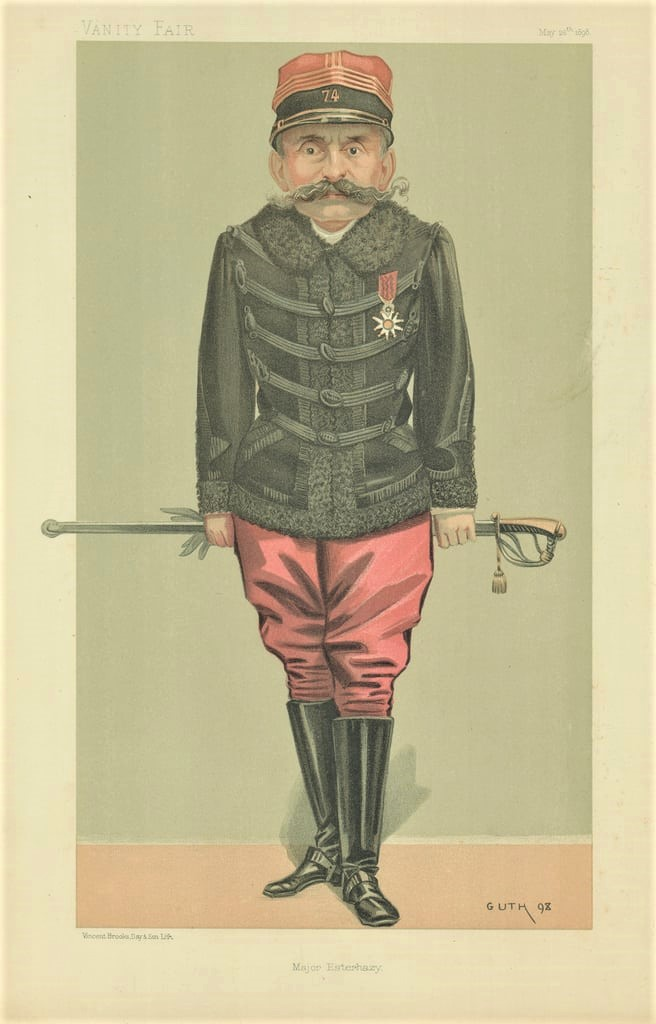
Фердинанд Вальсін Естерхазі, 1898
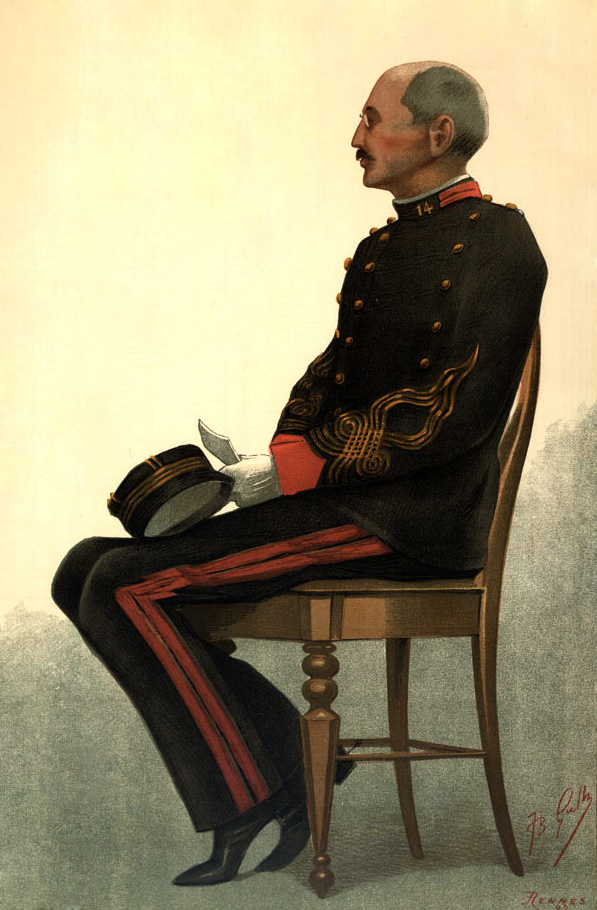
Альфред Дрейфус, 1899
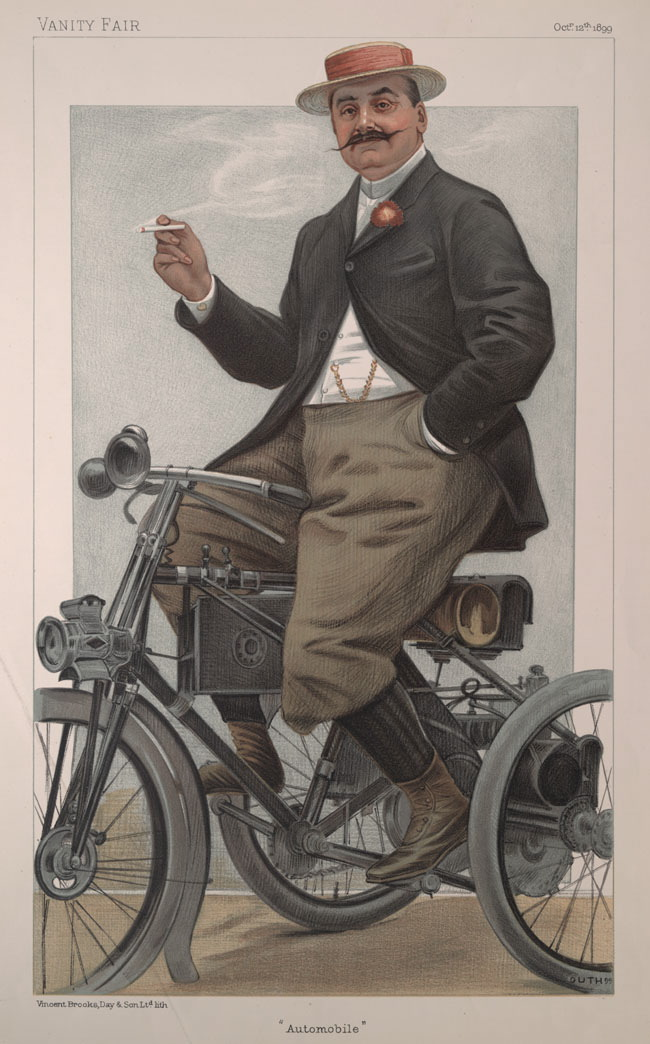
Жюль Альбер де Діон, 1899
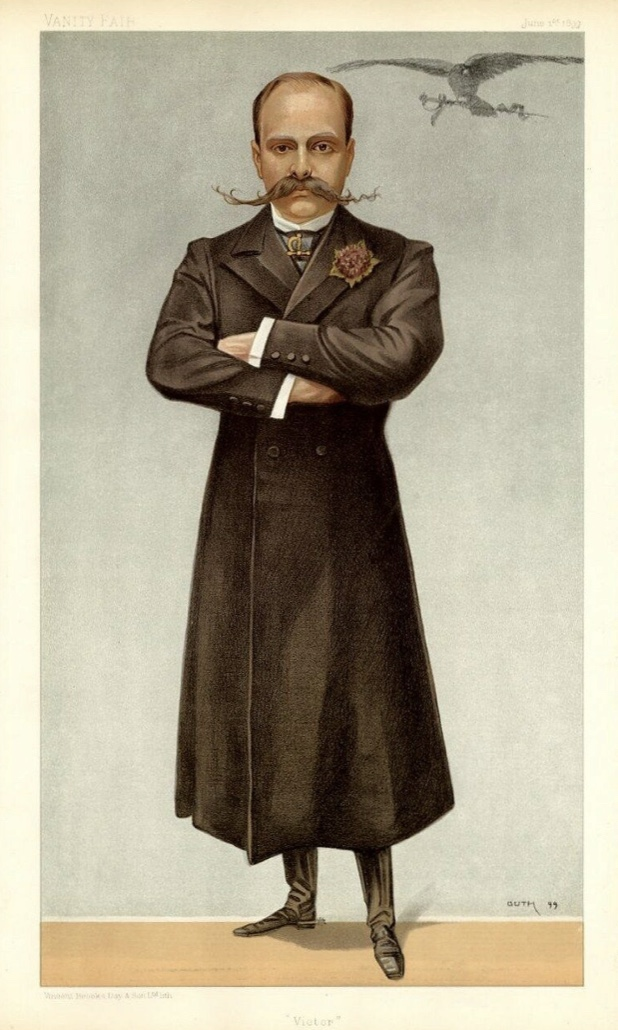
Віктор Наполеон, 1899
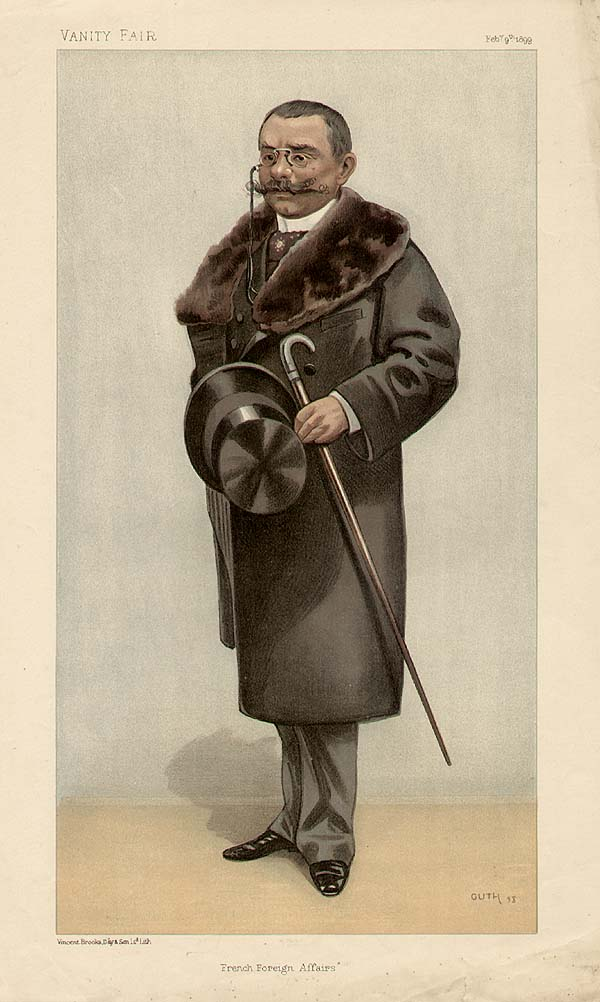
Теофіль Делькассе, 1899
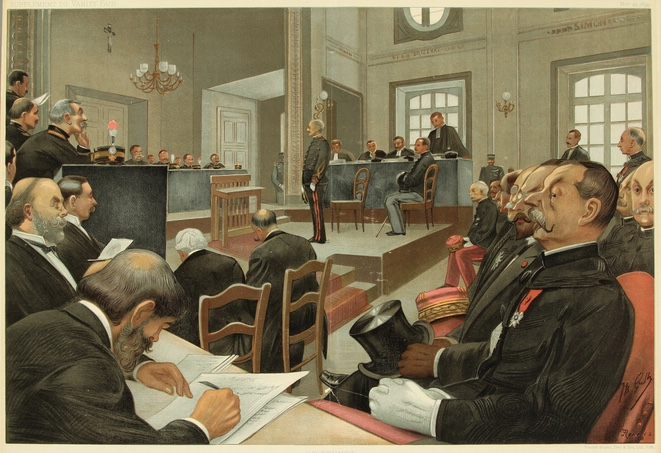
Справа Дрейфуса, 1899
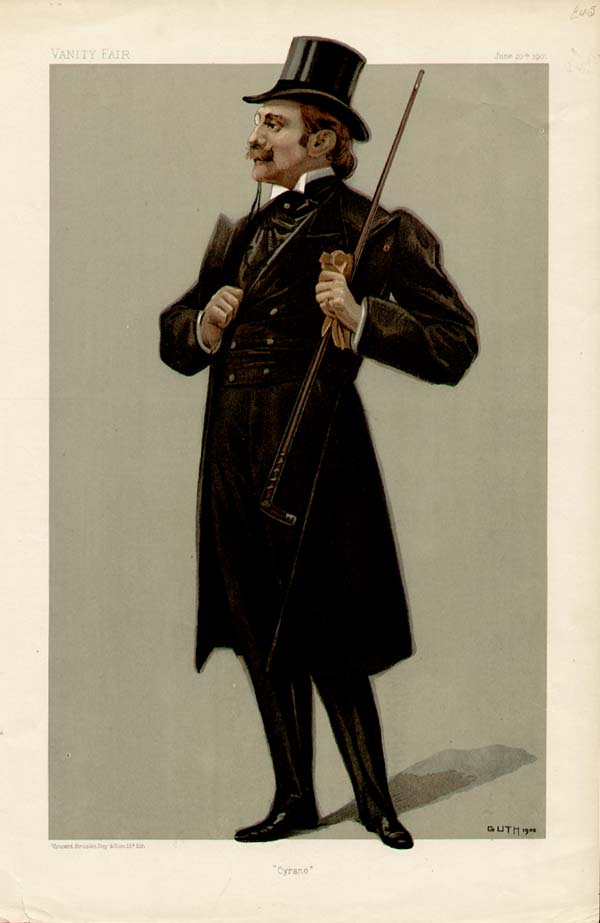
Едмон Ростан, 1901
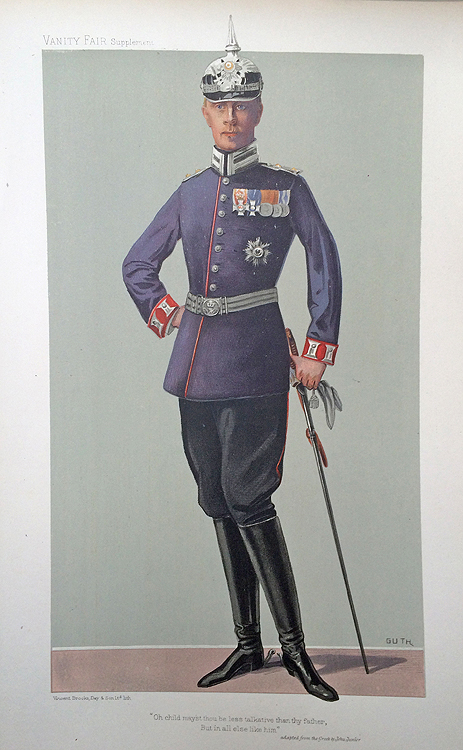
Вільгельм, кронпринц Пруссії, 1905
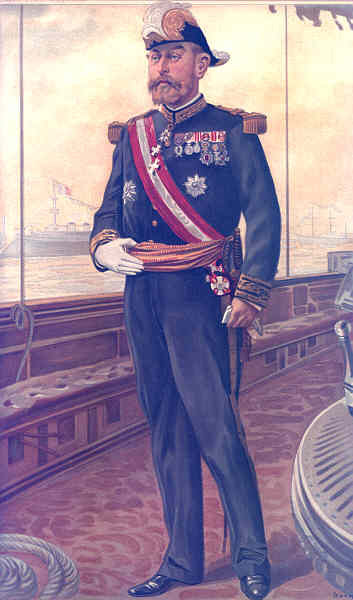
Vice-Admiral Caillard, 1905
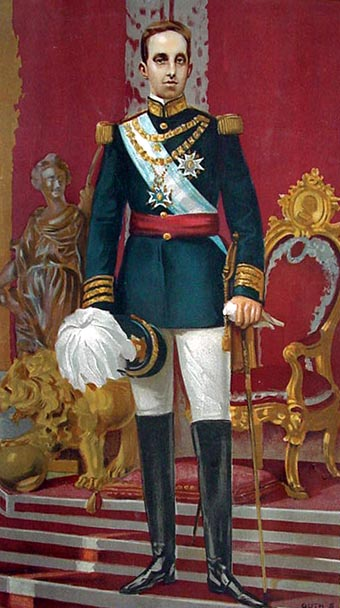
Альфонсо XIII, 1906
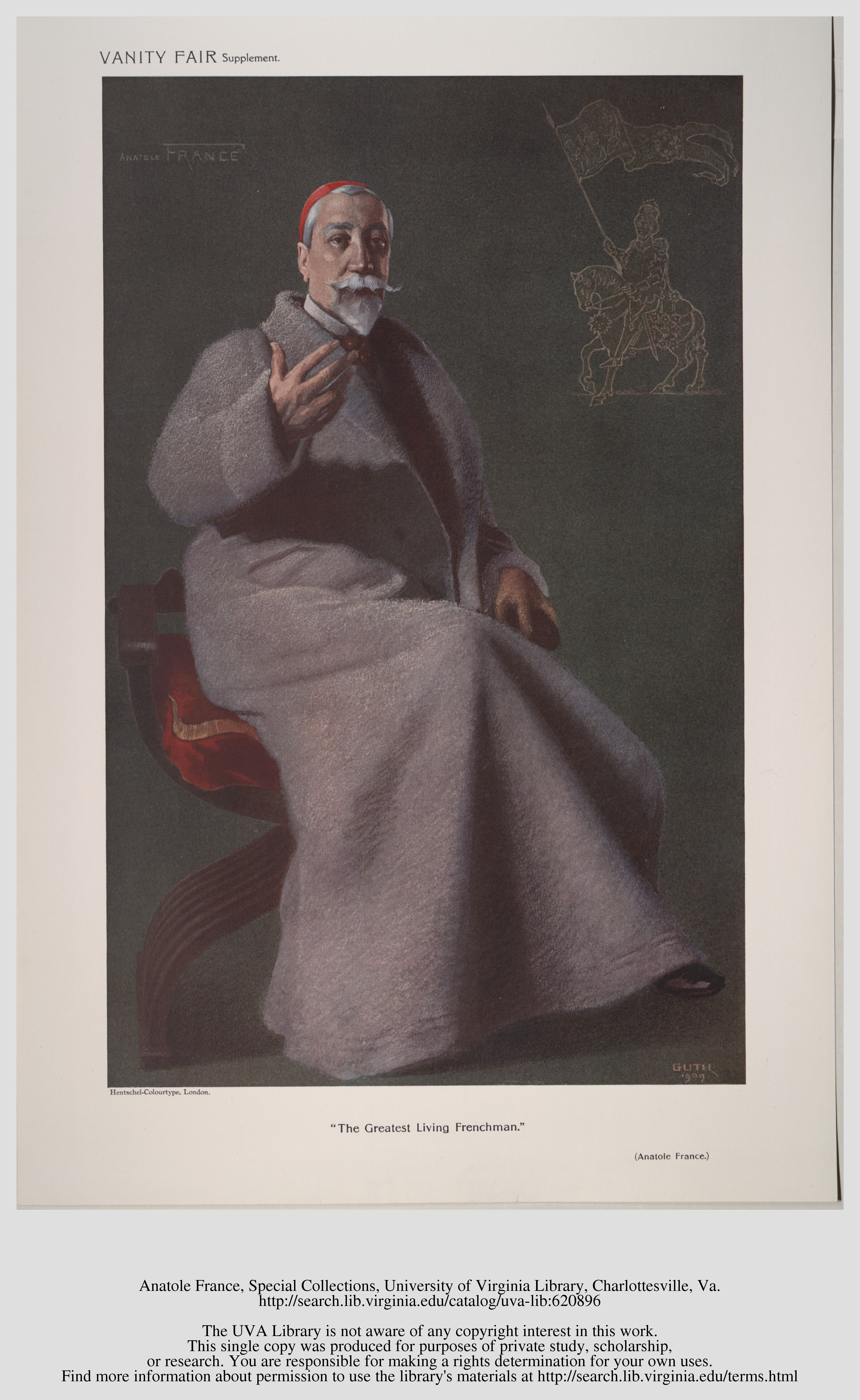
Анатоль Франс, 1909